# Беспалово (Усть-Пристанский район)
Беспалово — село в Усть-Пристанском районе Алтайского края. Входит в состав Усть-Пристанского сельсовета.

## География
Расположено на берегах реки Малая Барчиха (левый приток Чарыша). Абсолютная высота — 146 метров над уровнем моря.

## История
Основано в 1843 году. В 1926 году в Беспалово имелось 206 хозяйств и проживало 1030 человек (495 мужчин и 535 женщин). В национальном составе населения того периода преобладали русские. Действовала школа I ступени. В административном отношении являлось центром Беспаловского сельсовета Пристанского района Бийского округа Сибирского края.

## Население
| 1926 | 1997 | 1998 | 1999 | 2000 | 2001 | 2002 | 2003 | 2004 | 2005 | 2006 |
| ---- | ---- | ---- | ---- | ---- | ---- | ---- | ---- | ---- | ---- | ---- |
| 1030 | ↘84  | ↗86  | ↘81  | ↘75  | ↘66  | ↘50  | ↗56  | ↘49  | ↘42  | ↘25  |
| 2007 | 2008 | 2009 | 2010 | 2011 | 2012 | 2013 |      |      |      |      |
| ↘23  | ↗30  | ↘29  | ↘25  | ↘23  | ↘18  | ↘15  |      |      |      |      |

Национальный состав
Согласно результатам переписи 2002 года, в национальной структуре населения русские составляли 98 %.